# 奧多貝什蒂鄉 (巴克烏縣)
46°40′22″N 27°07′53″E / 46.6728°N 27.1315°E
奧多貝什蒂鄉（羅馬尼亞語：Comuna Odobești, Bacău），是羅馬尼亞的鄉份，位於該國東北部，由巴克烏縣負責管轄，面積44平方公里，海拔高度287米，2007年人口2,431，人口密度每平方公里56人。